# Eudianodes nonfriedi
Eudianodes nonfriedi là một loài bọ cánh cứng trong họ Cerambycidae.